# 梅埃纳姆巴卡姆
梅埃纳姆巴卡姆（Meenambakkam），是印度泰米尔纳德邦Kancheepuram县的一个城镇。总人口4774（2001年）。

## 人口
该地2001年总人口4774人，其中男性2458人，女性2316人；0—6岁人口350人，其中男168人，女182人；识字率86.36%，其中男性为89.87%，女性为82.64%。